# Никола Демоња
Никола Демоња (Влаховић, код Глине, 6. децембар 1919 — Славонска Пожега, 6. септембар 1944) био је учесник Народноослободилачке борбе и народни херој Југославије.

## Биографија
Рођен је 6. децембра 1919. године у селу Влаховић, код Глине. Потиче из сељачке породице. Завршио је основну школу у свом селу и учио столарски занат.
Априлски рат и окупација Краљевине Југославије, затекли су га на одслужењу војног рока. Никола се већ у априлу 1941. године нашао код своје куће, где се повезао са комунистима и почео рад на припремању устанка. Од 23. јула 1941. године је у саставу прве устаничке групе на Банији, заједно са Васиљом Гаћешом. Тог дана у акцији на Грабовац Бански, Демоња је ускачио кроз прозор зграде општине, на препад заробио општинског бележника и изнео 6 пушака које су припадале општинској стражи.
Учествује сваког дана у акцијама на усташко-домобранске посаде и својим вешто постављеним заседама често спречава усташама извршење злочина над српским народом Баније. Године 1941. постао је члан Комунистичке партије Југославије. Убрзо је и водник првог вода у одреду Васиља Гаћеше, а у марту 1942. командир Банијске пролетерске чете.
Најславније победе на Банији и Шамарици везане су уз име Николе Демоње. Када су у јесен 1941. године, јаке усташке снаге пошле да почисте Шамарицу, да спале и униште партизанску базу Васиља Гаћеше, Никола је са својом патролом, иако изненађен, бомбама уништио усташку групу и донео у Шамарицу 3 пушке.
Маја 1942. на Банији су деловале јаке партизанске снаге и у свим ослобођеним селима деловали су органи народне власти, организација СКОЈ-а и АФЖ-а. Тада по одлуци Главног штаба Хрватске, Демоња одлази са пролетерском четом у Славонију, да помогне борбу тамошњих партизана. У борбама у Славонији, Демоња постаје командант батаљона, заменик команданта и командант Седамнесте ударне бригаде и командант Дванаесте ударне славонске дивизије. У борби код Воћина, 1943. Демоња је скочио на тенк и уништио га бомбама. На Чаглину је за неколико часова његова бригада уништила усташки пук. Николина умешност у командовању и храброст нарочито је дошла до изражаја у јуришу за ослобођење Чазме 1943. године, када је у налету уништио цели немачки батаљон и онеспособио 20 камиона и запленио 4 топа. Као командант дивизије, одликује се успешним руковођењем великим борбеним акцијама, у којима непријатељу наноси велике губитке: Подгорач, Бодљевина, Грубишно Поље.
Никола Демоња је погинуо на дужности команданта Дванаесте славонске дивизије у јуришу у Славонској Пожеги, 6. септембра 1944. године.
Још за живота, септембра 1944. године, указом Председништва АВНОЈ-а, одликован је Орденом партизанске звезде другог реда, а за народног хероја, постхумно је проглашен 19. јуна 1945. године.
По њему је током рата названа 3. мославачка ударна бригада „Никола Демоња“.
Основна школа у Глини је носила његово име до 1995. године, тј. све до протеривања Срба.